# Binaluacris angustipennis
Binaluacris angustipennis är en insektsart som beskrevs av Willemse, F.M.H. 1978. Binaluacris angustipennis ingår i släktet Binaluacris och familjen gräshoppor. Inga underarter finns listade i Catalogue of Life.